# Єдиний Перстень

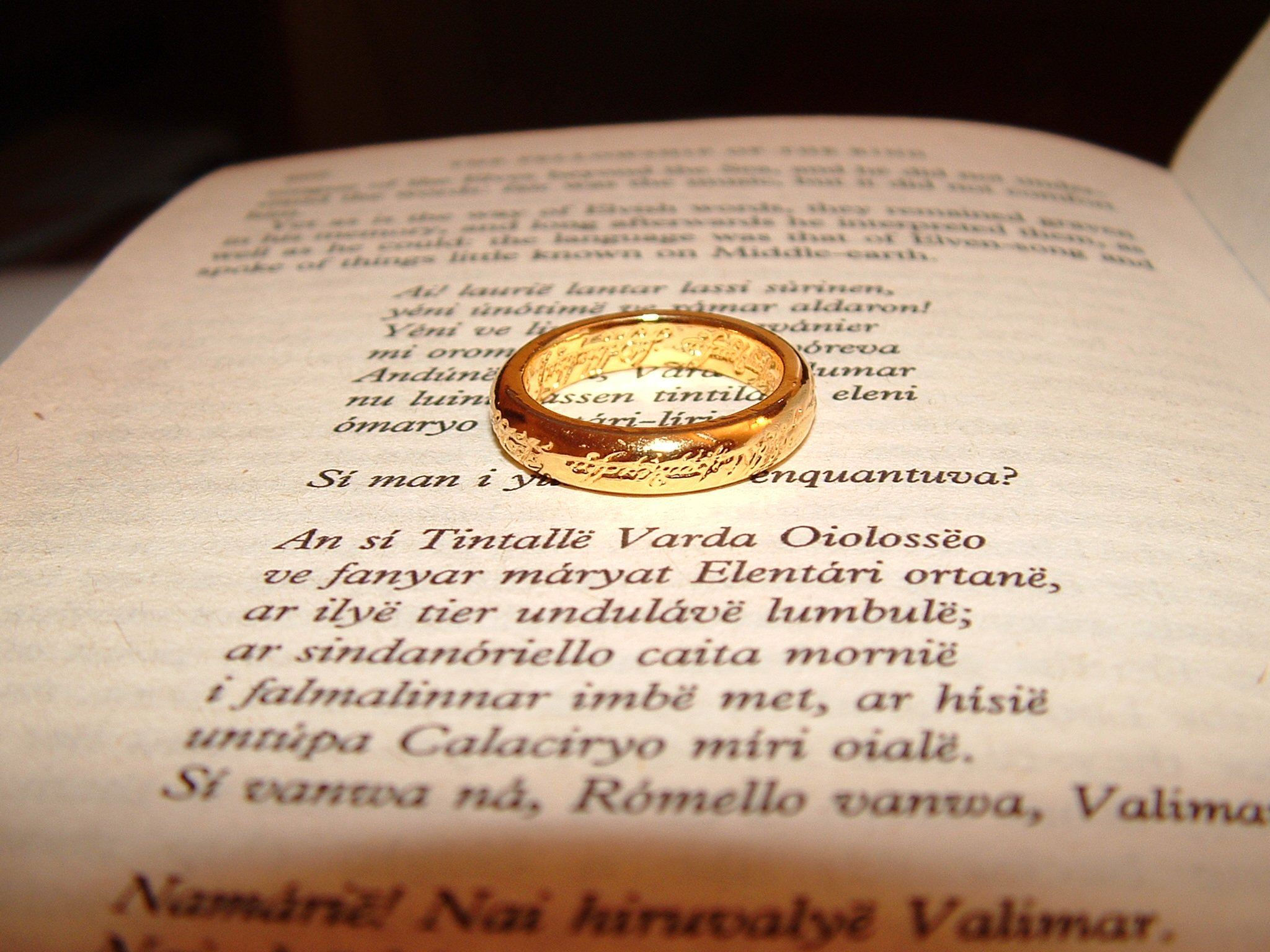
Репліка Єдиного Персня на фоні сторінки роману «Володар перснів»

Єдиний Перстень (англ. One Ring) — у легендаріумі Дж. Р. Р. Толкіна чарівний перстень, за допомогою якого Саурон керував володарями інших Перснів Влади. Також знаний як Величний Перстень або Правлячий Перстень. Єдиний Перстень міг давати власнику чарівні сили, довголіття та владу, але зрештою завжди призводив до укріплення влади свого творця, Саурона.

## Походження образу

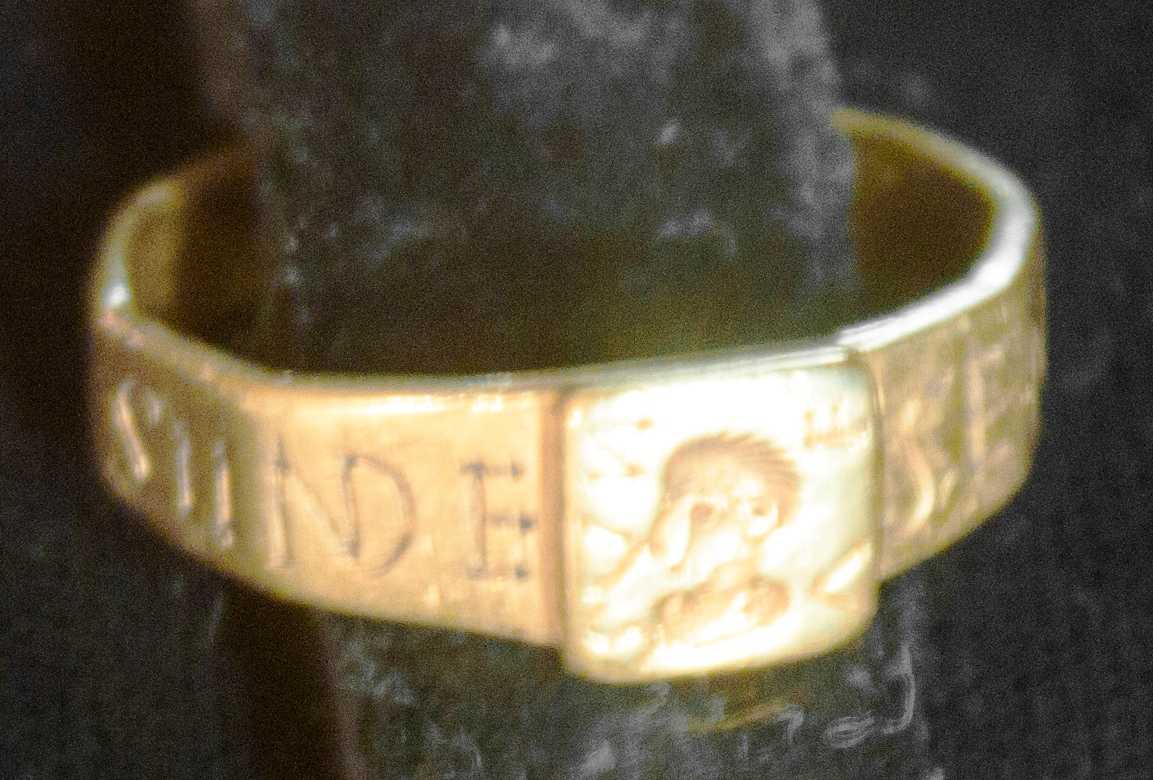
Перстень Сільвіана — римська золота каблучка приблизно IV ст., знайдена в Англії

Пишучи про вигадане Середзем'я, Толкін надихався англосаксонською і давньоісландською літературою. Власне, сама назва його трилогії «Володар Перснів», походить від кеннінґу hringa þengel — «перснів князь», який міститься в епосі «Беовульф». Основою образу чарівного персня послугував звичай, за якого вождь винагороджував своїх найвидатніших воїнів за службу золотими перснями. Золото в германських, як і загалом у індоєвропейських народів, уявлялося носієм благодаті. Приймаючи золоті персні від вождя, воїни тим самим визнавали його владу над собою; вождь поставав для них джерелом талану, успіхів у майбутніх битвах. Водночас це означало, що вождь дає їм частку власної надприродної сили.
У англосаксонській і давньоісландській поезії збереглася низка стійких евфемізмів на позначення шляхетного вождя, короля: «кільцедавець», «той, що ділить (між своїми людьми) кільця», «щедрий на кільця» та подібні. Навпаки, про поганого вождя казали, що він «не роздав ані кільця». Тобто, він не володів благодаттю, якою міг би поділитися через золоті персні. Толкін переосмислив роздавання перснів у негативному сенсі. Саурон у його творах роздавав через кільця не благодать, а власну злобу.
Деякі дослідники вважають, що Толкіна надихнув конкретний реальний перстень — перстень Сільвіана, знайдений у 1785 році в Англії. Перстень датується приблизно IV ст. і містить напис латинською мовою «SENICIANE VIVAS IIN DE» — «Сенеціан. Живи в Бозі» (напис неповний і з помилкою). Він доволі великий і ймовірно призначався для носіння поверх рукавички (характерно, що в екранізації «Володаря Перснів» Пітера Джексона саме так його носить Саурон).
З цим перснем пов'язана свинцева табличка, віднайдена під час розкопок на місці храму бога Ноденса за 130 км від персня. На табличці написано прокляття: «Для бога Ноденса. Сільвіан втратив перстень і пожертвував половину [його вартості] Ноденсу. Усякий, хто зветься Сенеціаном (ймовірний крадій персня), не матиме доброго здоров'я, доки не поверне його до храму Ноденса». У 1929 році археолог сер Мортімер Вілер звернувся до Джона Толкіна, як професора англосаксонської мови в Оксфордському університеті, щоб з'ясувати етимологію імені «Ноденс», яке згадується в проклятті. 

## Історія Персня

### Створення
Магічні Персні були створені Келебрімбором й іншими ельфами Ерегіону за намовою і з допомогою Саурона. Дев'ять Перснів були віддані Сауроном людям, сім — гномам; в усіх них була закладена частина темної сили та волі Саурона; ще три персні, які не несли в собі темної сили, викували ельфи без участі Саурона.
Після створення Перснів Влади Саурон особисто й таємно викував на горі Ородруїн Єдиний Перстень, вклавши в нього більшу частину своєї сили та волі. Таким чином, ставши господарем Персня, він одночасно став залежати від нього; з усім тим, саме Саурон «наказував» Персню, а не навпаки; але Перстень був осередком основної його сили.
Перстень володів власною волею, завдяки чому міг, зокрема, самостійно покинути власника (наприклад, зіслизнувши з пальця). Сам же власник Персня, як правило, не міг добровільно від нього відмовитися. Єдиний Перстень, надягнутий ким-небудь, крім Саурона (а також Тома Бомбадила), робив його невидимим, подовжував життя, давав певну владу, але водночас псував тіло й душу. Він міг підкорювати інші Персні Влади, що послужило причиною війни, у результаті якої був зруйнований Ерегіон, а Келебрімбор був убитий.

### Прокляття Ісільдура

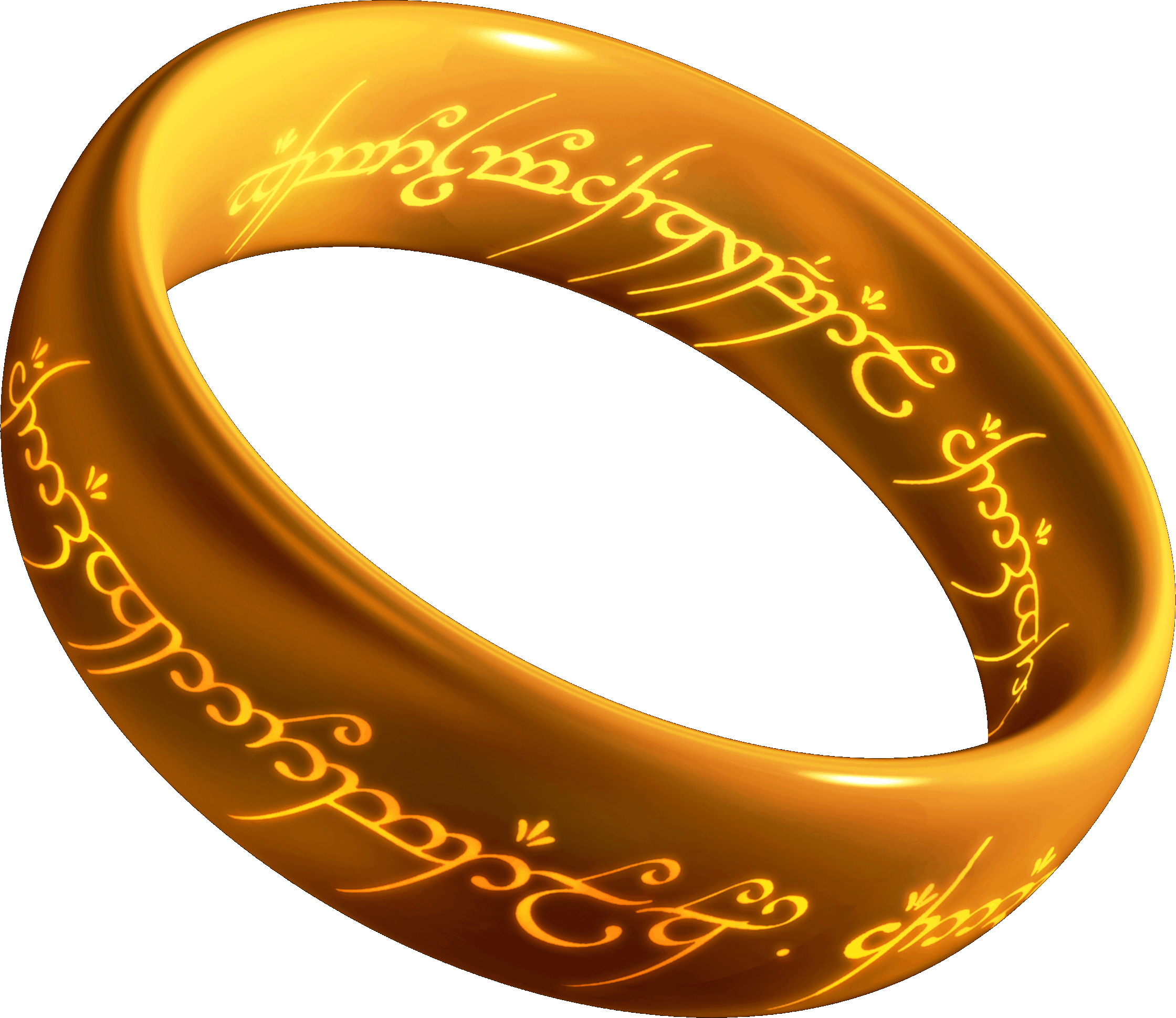
Тривимірна модель Єдиного Персня

Коли в Битві Останнього Союзу Ісільдур, син Еленділа, переміг Саурона та відрубав йому палець, на якому був Верховний Перстень, той перейшов до Ісільдура.
Правитель ельфів Рівенделлу (у той час глашатай Гіл-Галада, короля всіх Нолдор Середзем'я) Елронд порадив Ісільдуру знищити Єдиний Перстень. Однак той уже встиг вплинути на людину, і той відмовився, залишивши Перстень собі. Ісільдур мав намір зробити Перстень родовою коштовністю й передати його у спадок. Але цьому не судилося статися, бо воля Персня привела його нового господаря до загибелі: на шляху до Арнора загін Ісільдура потрапив у засідку орків Імлистих гір, в якій загинув весь загін, включаючи трьох синів Ісільдура: Елендура, Аратана та Кіріона. Сам Ісільдур, надівши Перстень, спробував утекти. Добравшись до Андуїна, він намагався врятуватися вплав (без обладунків). Але, поки він плив, Перстень зіслизнув з пальця. Ісільдур був убитий орками-лучниками Імлистих гір. Перстень так і залишився на дні.

### Знахідка Персня та його повернення у світ
Єдиний Перстень пролежав у річці Андуїн багато років, поки не був випадково знайдений Деаголом. Його приятель, Смеагол (згодом став Голумом), заволодів Перснем, убивши Деагола. Оскільки Голум був слабкий духом, то Перстень негайно поневолив його; і саме під його впливом Голум здійснив своє перше вбивство та втік у підземні печери, якими протікала частина річки Андуїн. Там він вів життя вигнанця. Голум прожив багато сотень років, через магію Персня. І хоча сам Перстень він при цьому одягав надзвичайно рідко (користуючись ним переважно для полювання на орків), це, однак, не завадило Персню назавжди поневолити його.
У 2941 Третьої епохи, під час своєї подорожі з гномами, гобіт Більбо Беггінс заблукав у печерах Імлистих гір. Єдиний Перстень вирішив покинути Голума та перейти до нового господаря. Більбо знайшов Перстень і незабаром дізнався про його властивість робити невидимим носія; це дозволило Беггінсу безпечно залишити підземелля та допомогло надалі в подорожі; проте, Більбо не здогадувався про справжній характер своєї знахідки.
Більбо володів Перснем (надягаючи його лише зрідка) протягом декількох десятків років (Перстень таким чином підтримував довголіття гобіта й уповільнювало процеси старіння). Гобіти, як пізніше було встановлено, були найбільш стійкими до впливу темних сил серед усіх смертних народів Середзем'я, і Перстень так і не зміг повністю підпорядкувати собі Більбо, хоча і він не був справжнім господарем. Ще однією причиною було те, що володіння Перснем Більбо почав із жалості, не вбивши Голума, коли у нього була така можливість.
Тим часом Рада Мудрих, яку очолював Саруман Білий, зайнялася пошуками Єдиного Персня. Однак у пошуках Персня Саруман, використовуючи палантири, почав коритися волі Саурона. Останній же, зібравши сили, повернувся у своє володіння — Мордор, де узявся до створення нових армій орків. Разом з ним повернулися у світ і назгули, яким негайно було доручено розшукати Єдиний Перстень.

### Війна Персня
Інший член Ради Мудрих, Гендальф Сірий, носій ельфійського Персня Вогню Нарьян, єдиний з Ради зацікавився гобітами. Він перший встановив, що перстень, знайдений Більбо, і є Перстень Саурона.
Більбо, сильно виснажений впливом Персня, на свій ювілей — 111 років — за порадою Гендальфа вирішив залишити Перстень своєму племіннику Фродо. Через деякий час, дізнавшись про пошуки назгулів, Гендальф застеріг Фродо, звелівши йому негайно покинути поселення гобітів, і призначив зустріч у селищі Пригір'я.
Гендальф повідомив Саруману, не знаючи про його зраду, що знайшов Перстень. Однак Саруман сам бажав роздобути Перстень і заточив Гендальфа у своїй вежі (Ортханк) в Ізенгарді. Тим часом служителі Саурона зловили Голума, який під тортурами назвав ім'я Більбо Беггінса. У цей час Дев'ятеро з метою повернути Кільце Саурону вже наближалися до Ширу, міста гобітів, у якому проживали Беггінси.
Гендальфу вдалося звільнитися з ув'язнення. Фродо із супутниками був супроводжений наслідним королем Гондору і Арнору, Арагорном, у Рівенделл до Елронда, де Фродо зустрівся з Гендальфом. На Раді Мудрих було встановлено, що володіння Єдиним Перснем незворотно змінює носія, роблячи його або рабом, або новим Темним Володарем — якщо носій володіє достатньою волею та силою; Перстень вирішено знищити. Єдиним способом зробити це — кинути його в жерло вулкана Ородруін у Мордорі, у надрах якого Перстень був викутий.
Фродо, Сем, Піппін, Меррі, Гендальф, Арагорн, Боромир, Леголас і Гімлі, названі Братством Персня (англ. Fellowship of the Ring), зголосилися віднести Перстень у Мордор.
Зрештою Фродо і його товаришеві — гобіту Сему, і Голуму, який зустрів їх на дорозі та запропонував супроводжувати гобітів, вдалося дістатися до Ородруіна. Там, вставши на краю жерла, Фродо раптово прийняв інше рішення і, відмовившись знищувати Єдиний Перстень, надів його та оголосив своїм. Однак у той же момент Голум, який мав намір повернути собі Перстень, наївно вважаючи, що може стати його господарем повторно, накинувся на Фродо та відкусив йому палець разом з Перснем, але оступившись, разом з Перснем впав у жерло Ородруіна. Так Єдиний Перстень був знищений, а разом з ним вичерпалася сила всіх перснів, створених до нього.

## Напис

### Вірш на Персні
При створенні на Єдиному Персні було зроблено напис (частину вірша) мовою Мордора:
 Ash nazg durbatulûk, ash nazg gimbatul, 
 Ash nazg thrakatulûk agh burzum — ishi krimpatul. 
У перекладі мовою людей Арди (в оригінальній книзі позначалося просто текстом англійською мовою):
 One ring to rule them all, one ring to find them, 
 One ring to bring them all and in the darkness bind them. 

### Переклад вірша українською
Переклад А. В. Немірової (неофіційний переклад):
Три — королям ельфійським під небом світлим.
Сім же — владикам гномів у печерах світу.
Дев'ять — людям землі, що їм смертна доля.
І Один — Володарю Тьми на чорнім престолі,
В Мордорі, де лиховісна тінь.
Перстень єдиний — усіх поєднати
І темною волею міцно скувати
В Мордорі, де віковічна тінь.
Переклад Катерини Оніщук (офіційний ліцензійний переклад):
Три персні для ельфів — для їх королів,
Сім — гордим ґномам з камінних палат,
Ще дев'ять — людям смертних родів,
Один — Повелителю Тьми, де імла
В Мордорі, де морок і тінь на Землі.
Один з них керує, Один — всіх знайде,
Один їх збере й у пітьмі всіх зведе
В Мордорі, де морок і тінь на Землі

## У адаптаціях творів Толкіна
- У фільмі «Володар перснів: Братерство персня» чарівник Гандальф отримує його від Більбо Беггінса. Потім передає Фродо. Фродо з друзями вирушають в Мордор, щоб знищити його.
- У фільмі «Володар перснів: Повернення короля» Фродо та Сем знищують перстень. При загибелі персня Саурон втрачає свою міць і матеріальне втілення, а фортеця Барад-дур валиться.
- У фільмі «Хоббіт: Несподівана подорож» Більбо знаходить його у Голума.
- У фільмі «Хоббіт: Пустка Смога» Більбо застосовує його аби сховатися від дракона.
- У відеогрі The Lord of the Rings: The Battle for Middle-earth II Єдиний Перстень можна знайти на картах для багатокористувацької гри, вбивши Голума. Віднісши Перстень у свій замок , гравець може наймати «Героя Персня»: Саурона (для злих фракцій) або Галадріель (для добрих).